# Marloes Coenen
Marloes Coenen (Olst, 31 maart 1981) is een Nederlands voormalig MMA-vechtster. Ze was van oktober 2010 tot juli 2011 Strikeforce-kampioen in de klasse tot 61 kilo. Vanaf januari 2022 is ze analist en geeft ze commentaar voor de televisiezender Discovery+ Nederland waar ook Eurosport onder valt.

## Beginjaren
Coenens broers en grootvader hielden zich bezig met vechtsport. Haar grootvader, die twintig jaar ervaring had in jiu-jitsu, hielp haar in haar ontwikkeling in deze sport. Op 14-jarige leeftijd ging ze trainen bij Pierre Drachman en Martijn de Jong van Shooto Holland.

## MMA-carrière
Coenens MMA-debuut was op 22 november 2000 op 19-jarige leeftijd. Zij won vanaf toen acht wedstrijden op rij, waarbij ze ook de 2000 ReMix World Cup won.
Haar eerste verlies was tegen de Amerikaanse Erin Toughill in 2004. Daarna won ze weer driemaal op rij en deed ze mee aan het toernooi K-Grace 1. Ze verloor hier in de finale van Roxanne Modafferi. Na nog eens drie winstpartijen en één verlies tegen de Belgische Cindy Dandois tekende Coenen een contract bij Strikeforce, dat op dat moment als de hoogste competitie gold in het vrouwen-MMA.

### Strikeforce
Haar eerste partij bij Strikeforce was een rematch tegen Roxanne Modafferi. Coenen wist haar dit keer te verslaan via een armklem. Hierna mocht ze voor de titel tot 66 kilo vechten tegen Cristiane Santos. Ze verloor de wedstrijd via een technische knock-out.
Hierna besloot Coenen om een gewichtsklasse lager te gaan vechten. Vanwege haar goede reputatie mocht ze direct voor de titel vechten en versloeg ze de Canadese Sarah Kaufman via een armklem. Ze werd hierdoor de tweede Strikeforce kampioen tot 61 kilo voor vrouwen ooit.
Haar eerste titelverdediging was tegen de Amerikaanse Liz Carmouche. Carmouche domineerde het gevecht, maar Coenen wist haar in de vierde ronde af te laten kloppen door middel van een triangle choke. Op 30 juli 2011 mocht ze voor de tweede keer haar titel verdedigen, tegen Miesha Tate. Nadat Tate de eerste ronde had gewonnen, wist Coenen in de tweede ronde te domineren. In ronde 3 wist Tate echter met haar vaardigheid in het worstelen de controle te behouden. In de vierde ronde werd dit fataal voor Coenen, waarbij ze na 3:03 minuten moest afkloppen door een arm triangle choke. Hiermee verloor ze haar titel aan Tate.

### Invicta FC en Dream 18
Coenen vocht in 2012 en 2013 onder de vlag van de Amerikaanse organisaties Dream en Invicta FC. Ze won haar eerste gevecht van Romy Ruyssen. Op 31 december 2012 vocht Coenen een partij tijdens Dream 18 in Saitama, Japan. Ze won dit gevecht van Fiona Muxlow. In 2013 vocht ze tegen Cristiane Justino voor de eerste Invicta-wereldtitel in het vedergewicht, maar verloor op TKO.

### Bellator MMA
Coenen tekende in augustus 2014 een contract bij Bellator. Haar debuut bij deze organisatie vond plaats op 24 oktober op Bellator 130, tegen Annalisa Bucci. Ze won het gevecht in de eerste ronde door middel van submissie. Op 26 november versloeg Coenen ook Ariene Blencowe, eveneens door middel van submissie (armklem). Bellator maakte in april 2016 bekend dat Coenen het op 20 mei zou opnemen tegen Julia Budd met als inzet de eerste Bellator-vedergewichttitel voor vrouwen ooit. Budd meldde zich begin mei alleen geblesseerd af. Coenen kreeg in Alexis Dufresne een nieuwe tegenstandster, voor een regulier niet-titelgevecht. Het lukte Dufresne niet om het juiste gewicht te halen, waardoor het ook een partij buiten gewichtsklassen werd (catchweight). Coenen verloor vlak voor het einde van de eerste ronde als gevolg van een armklem.
Coenen en Budd vochten op 3 maart 2017 alsnog om de eerste vedergewichttitel voor vrouwen van Bellator. De Canadese won door middel van een technische knock-out in de vierde ronde. Coenen maakte na het gevecht bekend dat dit haar laatste wedstrijd was.

## Behaalde titels
- BJJ: Nederlands kampioen Braziliaans Jiu Jitsu
- MMA: 2000 ReMix World Cup kampioen
- MMA: Strikeforce Weltergewicht voor Vrouwen
- Grappling: 2007 ADCC Brons - vrouwen onder 67kg

## Trivia
- Coenen maakte in 2011 haar debuut als actrice in de Amerikaanse actiefilm Amsterdam Heavy met Michael Madsen. Zij speelde een klein rolletje als beveiliger.